# 曹乃谦
曹乃谦（1949年—），原名曹乃天，山西省应县马峪村人，中国当代作家，在海内外拥有广泛的影响，作品被译为英文、法文、德文、日文、瑞典文等多种文字出版。

## 生平
曹乃谦出生时小名叫做“招人”，后来被养母换梅偷养，儿时在马峪村由姥姥带大，早年做过装煤工、当过铁匠、唱过戏曲、文工团职员。40多年来任大同市公安局警察，曾立三等功，获过劳动模范。
1974年，曹乃谦为北温窑村插队知识青年带队。
36岁时，曹乃谦因和朋友打赌，开始写小说。
1986年开始在《云岗》杂志上发表小说《善缘和尚》。
1988年，曹乃谦写了5篇短篇小说《温家窑风景五题》（后改名《到黑夜想你没办法》）寄往《北京文学》，受到赏识被邀参加笔会，由此结识了汪曾祺，经汪曾祺介绍发表于《北京文学》杂志。该小说于1991年被马悦然翻译成英语、瑞典语，此后又被介绍到日本、香港、台湾等地。
1990年代中止写作10年，因为养母精神失常，侍奉养母终老。

## 作品风格
曹乃谦的作品有许多简笔，主要关注底层农民的生活，大量使用方言是其突出的特色。

## 作品一览

### 短篇小说集
- 《佛的孤独》
- 《最后的村庄》

### 中篇小说
- 《部落一年》

### 长篇小说
- 《到黑夜想你没办法——温家窑风景》

### 散文集
《安妮的礼物》

## 奖项
《到黑夜想你没办法——温家窑风景》，获得了《北京文学》新人新作一等奖；第二屆紅樓夢獎入圍推薦獎。

## 评价
中国当代著名作家汪曾祺评点曹乃谦说：“他的小说贯穿了一个痛苦的思想：无可奈何……他的语言带有莜麦味儿……”并且还作画《槐花小院静无声》赠给曹乃谦。
台湾文化媒体给曹乃谦冠之名誉是“沈从文、汪曾祺继承者”。
马来西亚《星洲日报》上的评论人指出：曹乃谦的这部小说（《到黑夜想你没办法——温家窑风景》）埋没多年后，现在看来，其水准甚至超越中国20世纪80年代中期的“文学爆炸”时代最高水平的作品如《红高粱》等。
美国《拉斯维加斯时报》的书评将《到黑夜想你没办法》称之为中国版的《楢山节考》（日本作家深泽七郎以闭塞地区民间弃老习俗以及人之原始野性为题材的创作，后来被今村昌平改编为著名同名电影）。
瑞典著名汉学家、诺贝尔文学奖终审评委马悦然评点曹乃谦时说：“一个作家叫曹乃谦，他是山西大同人，他1991年在《山西文学》发表了几篇小说，短的短篇小说，400个字或500个字就可以把一个人整个的命运都写进去，有的就不写进文字里了，不写进去但是读者会明白，曹乃谦的文字有言外之意，弦外之音。曹乃谦跟李锐有一个相同的地方，他没有插过队，但是他在农村生活过很长时间，他是生产队长，他就从他生活的那个地方出发。两个人都在用农民的语言写作，尤其是曹乃谦，他使用的语言有时候是非常粗的，非常脏的。他的语言没有经过意识形态过滤，完全是民间性的，完全是农民的粗话，我把他的小说《到黑夜想你没办法》翻译成了瑞典文。”，“我不管中国大陆的评论家对曹乃谦的看法，……他使用的语言有时候是非常粗的、非常‘脏’的，完全是民间性的，我觉得曹乃谦是个天才的作家”，“在我看来，曹乃谦也是中国最一流的作家之一，可15年来没有出版社愿意出版他的东西，因为他没有名气。”并且在写给曹乃谦的邮件中说：“温家窑离台湾的乡村或者离我瑞典家乡有几千光年的距离。虽然如此，我深深地感觉到那山村的居民，除了那狗日的会计以外，都是我的同胞，都活在同一个世界里，在同一个苍天之下。”“我现在才明白为什么汪曾祺那么喜欢你的小说，如果沈从文还活着，他也会非常喜欢你的小说。”